# 安定保安宮直加弄香
安定保安宮直加弄香，又稱「安定香」由臺南市安定區保安宮主辦的神明遶境活動，因安定舊名直加弄庄，故稱為「直加弄香」。

## 主辦宮廟
直加弄香由安定保安宮主辦，現奉祀保生大帝、媽祖為主神。
保安宮可溯源自1796年(清嘉慶元年)，建舊廟於安定大道公營。1862年6月(同治六年)因地震，舊廟傾頹，而大道公營聚落受創嚴重，漸趨沒落。地方仕紳耆老集結倡議重建，擲茭請示神意，原議定重建於「油車庫」，然油車庫庄小人稀，恐無力承擔，反覆商議後，決議立廟於直加弄庄。

## 歷史沿革
據傳香科起源於清代，定期三年一科，遶境安定地區頂八庄、下九庄，與西港香、蕭壠香齊名。日治時期後，改為不定期舉行。當時慣例刈香前一年年底先舉行醮典，醮典後隔年三月舉行刈香。 
日治當時刈香，首日先迎請保安宮保生大帝至洲仔尾溪請水，而後遶境下八庄；隔日再迎請媽祖至茄拔溪請水，回程繞境頂八庄。
1994年安定保安宮新建完成後，為減輕信眾負擔，改採香醮合一的形式。2006年後，又將香科繞境改為「城隍夜巡」，將醮典改為「三朝祈安禮斗法會」，而於丑、辰、未、戌年舉行，採三年一小科、十二年一大科形式，於未年擴大遶境，巡視全香境刈香。城隍夜巡時，由保安宮城隍爺擔任遶境主帥，居香陣前首開路，而由保安宮保生大帝、媽祖壓陣。而舊日香境的頂八庄、下九庄，則採用車巡方式繞境。

### 遶境區域
直加弄香境，涵蓋所謂頂八庄、下九庄，頂八庄包含胡厝寮、崁頭、百二甲、西衛、林厝、後堀潭、蘇厝、鄭拐等等，下九庄則是沙崙、中崙、六塊寮、大同村(昔日之牛肉寮)、港口、許中營、油車、港仔尾、下洲仔、領寄等庄頭。

## 獲頒臺南市市定民俗
臺南市政府於2017年12月公告登錄為市定民俗，而於2019年城隍夜巡完成當夜，由市長黃偉哲頒發市定民俗文化無形資產證書。